# Zastava Britanske Kolumbije
Zastava Britanske Kolumbije temelji se na štit pokrajinskog grba Britanske Kolumbije. Na vrhu zastave nalazi se prikaz zastave Kraljevske unije (Union Jack), u sredini prekriven krunom, i sa zalazećim suncem, pogledom iz parlamenta preko vode na glavni grad provincije, koji predstavlja položaj provincije Britanske Kolumbije na zapadnom kraju Kanade.

## Povijest
Od 1870. do 1906. Britansku Kolumbiju povremeno je predstavljala modificirana britanska plava zastava s različitim oblicima velikog pečata Kolonije Britanske Kolumbije.
Trenutna zastava Britanske Kolumbije temelji se na grbu pokrajine iz 1906. godine, koji je dizajnirao Arthur John Beanlands, kanonik Katedrala Kristove crkve. Izvorno je na dnu grba bila zastava Unije. Ovo je promijenjeno jer je bilo u sukobu s izrazom "Sunce nikada ne zalazi nad Britanskim Carstvom." Na temelju Beanlandsovog revidiranog dizajna, zastavu Britanske Kolumbije uveo je 14. lipnja 1960. premijerW. A. C. Bennett, a prvi put je zavijorila na motornom brodu BC Ferries Sidney (kasnije Queen of Sidney).

## Dizajn
Četiri valovite bijele i tri valovite plave linije simboliziraju položaj pokrajine između Tihog oceana i Stjenjaka. Sunce na zalasku predstavlja činjenicu da je Britanska Kolumbija najzapadnija pokrajina Kanade. Slika neprekidnog izlazećeg sunca odnosi se na pokrajinski moto "splendor sine occasu" ("sjaj bez umanjenja")—sugerirajući ideju da sunce nikada ne zalazi (o Britanskom Carstvu). Zastava Unije na vrhu odražava britansko nasljeđe pokrajine, dok kruna u sredini predstavlja Britansku Kolumbiju koja postaje krunska kolonija i uspostavljanje odgovorne vlade. Zastava ima omjer 3:5.
Stilizirana verzija zastave koja se pojavljuje na registarskim tablicama Britanske Kolumbije pogrešno prikazuje zalazeće sunce koje preklapa zastavu Unije umjesto valova.
Zastava Britanske Kolumbije slična je zastavi Britanskog teritorija Indijskog oceana . Također ima sličnosti s grbom Vijeća okruga Suffolk, lokalne vlasti okruga Suffolk u Ujedinjenom Kraljevstvu. Kao i zastava Kiribatija, koja prikazuje plave valove za Tihi ocean i sunce iz vlastitih kulturnih razloga.

## Galerija
- Standard zamjenika guvernera Britanske Kolumbije
- Standard zamjenika guvernera Britanske Kolumbije (1906. – 1982.)
- Standard zamjenika guvernera Britanske Kolumbije (1871. – 1906.)
- Standard guvernera Britanske Kolumbije (1870. – 1871.)
- Zastava Franco-Kolumbijaca
- Neslužbena rekreacija zastave otoka Vancouver (1988.–danas)

## Vanjske poveznice
- Arms and flag of British Columbia in the online Public Register of Arms, Flags and Badges
- British Columbia – The Flags of Canada, by Alistair B. Fraser